# الغازي بن قيس
أبو محمد الغازي بن قيس الأموي (المتوفي سنة 199 هـ) فقيه ومُحدّث وقاريء أندلسي.

## حياته
ولد الغازي بن قيس في قرطبة لأسرة من موالي بني أمية. رحل الغازي في بداية عهد عبد الرحمن الداخل إلى المشرق، فسمع الموطأ من مالك، وسمع من محمد بن عبد الرحمن بن أبي ذئب وعبد الملك بن جريج والأوزاعي سمع ثور بن يزيد ومحمد بن وردان وغيرهم. وقرأ القرآن على يد نافع بن أبي نعيم في المدينة. ثم عاد إلى الأندلس فكان له أثر كبير في نشر المذهب المالكي في الأندلس. وقد ذكر أبو عمرو الداني أنه أول من أدخل موطأ مالك وقراءة نافع إلى الأندلس. وذكر ذلك أبو بكر الزبيدي في طبقات النحويين واللغويين . وقد روى عنه علمه روى عنه عبد الملك بن حبيب السلمي وأصبغ بن خليل وعثمان بن أيوب *وابنه عبد الله
قال عنه ابن عبد البر: «كان عاقلاً نبيلاً، يروي حديثًا كثيرًا، ويتفقه في المسائل، رأسًا في علم القرآن، متهجداً بالقرآن كثير الصلاة بالليل.» وقال أبو عمرو الداني: «كان جيدًا فاضلاً عالمًا أديبًا ثقة مأمونًا.» وقد عُرف عن الغازي تحريه للصدق، فقد ذكر أصبغ بن خليل أنه سمع الغازي يقول: «والله ما كذبت كذبة منذ اغتسلت؛ ولولا أن عمر بن عبد العزيز قاله ما قلته؛ وما قاله عمر فخرًا ولا رياءً ولا قاله إلا ليقتدى به.» كما ذكر ابن الفرضي أنه قيل أنه عُرض عليه القضاء فأبى.
توفي الغازي بن قيس سنة 199 هـ، وله ولدان عبد الله ومحمد كانا من أهل القرآن واللغة.